# Clepsis diversa
Clepsis diversa es una especie de polilla del género Clepsis, categorizada en la tribu Archipini, de la subfamilia Tortricinae.

## Distribución
Se distribuye por México.

## Taxonomía
Fue descrita por Razowski & Becker en 2010 y publicada en (Clepsis), Acta Zool. Cracov. 53B: 21.